# Theresia Brandenberg
Theresia Brandenberg (Zug, 22 januari 1763 - aldaar, 23 november 1845) was een Zwitserse klokkengietster.

## Biografie
Theresia Brandenberg was een dochter van Anton Brandenberg, die tevens klokkengieter was. Ze was gehuwd met Johann Peter Landtwing
Brandenberg was een van de weinige klokkengietsters in Zwitserland. Na het overlijden van haar vader nam zij samen met haar broers Joseph Anton Brandenberg en Jakob Philipp Brandenberg de familiale klokkengieterij over, waarbij zij zich vooral toelegde op de administratieve kant. Toen ze in 1829 een klok zou gieten voor een kerk in Unterägeri liep er iets mis en zou er een duur proces gevoerd worden over deze klok. Na het overlijden van broer Jakob Philipp ging de zaak failliet, waarna het atelier sloot in 1832.